# Karl Ludwig Stockhorner von Starein

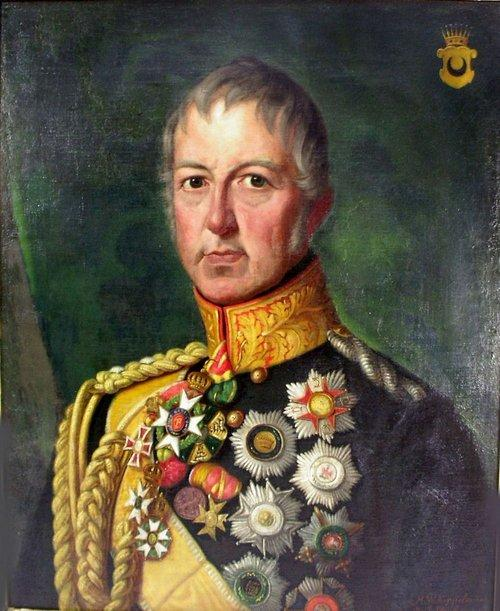
Karl Ludwig Stockhorner von Starein

Freiherr Karl Ludwig Stockhorner von Starein (auch: von Stockhorn * 5. September 1773 in Kirchberg; † 8. September 1843 auf Gut Guntersblum in Rheinhessen) war badischer Generalleutnant und zuletzt kommandierender General in Mannheim.

## Herkunft
Seine Eltern waren der Geheime Rat und Hofmarschall Christian Gottlieb Augustin Reinhard Stockhorner von Starein (* 28. April 1726; † 10. Dezember 1807) und dessen Ehefrau Maria Antoinette von Rhodis genannt von Tunderfeld (* 29. Januar 1733; † 18. September 1791).

## Leben
Er ging 1788 in badische Dienste und wurde am 8. Juni 1738 Fahnenjunker. Am 22. Mai 1790 wurde er Seonde-Lieutenant, am 8. Oktober 1795 Premier-Lieutenant, am 22. November 1800 dann Stabskapitän und am 9. Mai 1803 Kompagniechef im Regiment. Dort wurde er am 4. Mai 1804 Major und 4. November 1806 Oberstleutnant.
Während des Vierten Koalitionskrieges kämpfte er gegen die Preußen. Am 5. Oktober 1806 erhielt er als Oberstleutnant im Leibinfanterie-Regiment den Marschbefehl nach Stettin. Im Februar 1807 kämpfte er bei Preußisch Stargart und bei Dirschau. Bei der Belagerung von Danzig konnte er sich besonders auszeichnen. Als am 7. April 1807 die erste Parallele eröffnet wurde, bekam Stockhorn das Kommando als Tranchee-Major. Am 28. April konnte er einen Ausfall der Besatzung abwehren. Nach der Kapitulation am 27. Mai wurde er zweiter Kommandant der Festung. Anschließend nahm er am Marsch nach Stralsund teil. Für seine Leistungen erhielt er das Ritterkreuz der Ehrenlegion sowie das Ritterkreuz des Karl-Friedrich-Verdienstordens (nach seiner Rückkehr nach Karlsruhe). Am 8. März 1808 wurde zum Flügeladjutanten des Großherzogs und am 27. Oktober 1808 Oberst und Kommandeur der Leibgrenadier-Garde.
Während des Fünften Koalitionskrieges wurde er 1809 nach Tirol geschickt, um den dortigen Aufstand zu bekämpfen. Dort war bereits ein französisch-bayrisches und ein badisch-württembergisches Kontingent unter dem General Graf Scheler. Der Graf wurde im Laufe des Feldzuges durch den Kronprinzen Wilhelm von Württemberg ersetzt. Das Expeditionskorps musste später noch durch französische Truppen ergänzt werden. Diese standen nacheinander unter dem Kommando von Beaumont, Beauvre und Lagrange.
Das badische Kontingent bestand zunächst nur aus 210 Leib-Grenadiere sowie dem Husaren-Regiment mit zwei Geschützen. Das Kontingent wurde um die verbliebenen Leib-Grenadiere (zusammen 860 Mann), einem Jäger-Bataillon (3 Kompanien mit 375 Mann) und zwei Eskadron Husaren verstärkt. Zum Schluss waren es 1540 Mann und 2 Geschütze. Das Kontingent kehrte mit Stockhorn am 25. November 1809 nach Karlsruhe zurück. Für den Feldzug erhielt er das Kommandeurskreuz des Karl-Friedrich-Verdienstordens sowie den königlich württembergischen Militär-Verdienst-Orden.
Am 9. Februar 1812 wurde Stockhorn zum Generalmajor befördert und Stadtkommandanten von Karlsruhe ernannt. Am 16. Januar 1813 wurde er dann Chef des Infanterie-Regiment Nr. 1 (ehem. Leib-Grenadierregiment). Die meisten erfahrenen Truppen waren in Russland gefallen. Daher wurde das Regiment Nr. 1 aus in Glogau stationierten Ersatzmannschaften sowie dem Depotbataillon gebildet. Er kämpfte damit in Schlesien am 2. Mai in der Schlacht bei Großgörschen und am 20. und 21. Mai bei Bautzen. Nach dem Waffenstillstand von Pläswitz kämpfte die 1. badische Brigade in Schlesien, die 2. badische Brigade (unter Hochberg) kam nach Leipzig. Bei einer Inspektion durch Napoleon zeigte sich dieser beeindruckt und gab Stockhorn 20 Kreuze der Ehrenlegion, um verdiente Soldaten damit auszuzeichnen. Stockhorn erhielt am 10. August 1813 das Offizierskreuz der Ehrenlegion. Beide Brigaden kämpften dann in der Schlacht bei Leipzig. Die standen in Holzhausen, Zuckelhausen und Probsheida und deckten den Rückzug.
Dafür wurde er am 16. August 1814 zum Generalleutnant befördert. 1814 erhielt er das Kommando über die Reserve in Baden und Mitte März 1815 kommandierte er das Observationskorps bei Kehl zur Beobachtung von Straßburg. Den Rest des Feldzuges verbrachte er als Vertreter Badens im Alliierten Hauptquartier.
Nach dem Krieg erhielt er am 1. September 1815 das Großkreuz des Zähriger Löwen-Ordens.
war er von 9. November 1815 bis November 1817 kommandierender General der 1. Militärdivision. Anschließend war er von 18. Februar 1817 bis 1821 außerordentlicher Gesandter und bevollmächtigter Minister am preußischen und hannoverischen Hof. Im Jahr 1818 erhielt er das Kommandeurskreuz des österreichischen Leopolds-Ordens.
Am 1. Januar 1821 erhielt er das 3. Linien-Infanterie-Regiment, er pendelte zwischen London und Hannover und wurde am 27. April 1821 kommandierender General in Mannheim (mit allen Rechten eines Gouverneurs). Außerdem erhielt er am 25. Juni 1821 den königlich preußischen roten Adlerordens 1. Klasse und am 21. Mai 1830 auch das Großkreuz des k. k. österreichischen Ordens der eisernen Krone. Außerdem bekam er am 11. Mai 1831 das Dienstauszeichnungskreuz.
Im Jahr 1833 wurde er Mitglied der Ersten Kammer der Badischen Ständeversammlung.
1838 wurde er zum Kommandeur einer Infanterie-Division ernannt und feierte 1838 sein 50-jähriges Dienstjubiläum. Er leitete 1840 ein großes Manöver zum ersten Mal mit der VIII. deutschen Armeekorps. Dafür erhielt er das Großkreuz des braunschweigischen Hausordens von Heinrich des Löwen und den königlich hannöverischen Guelphen-Ordens.
Vom Großherzog erhielt er am 1. Januar 1843 noch das Großkreuz des Ordens der Treue.
Neben seinen militärischen Pflichten hatte er die Intendanz am Hoftheater in Karlsruhe und war Präsident des Kunstvereins in Mannheim.

## Familie
Der General heiratete 1811 die Gräfin Elisabeth Auguste von Leiningen-Heidesheim-Falkenburg (* 18. September 1790; † 12. Dezember 1874), Tochter von Wilhelm Carl zu Leiningen-Guntersblum. Sein einziger Sohn Karl August Theodor (* 16. November 1815) starb vor dem Vater.
Die Tochter Amalie Friederike Eleonore (* 11. April 1813; † 4. Januar 1884) heiratete 1834 den russischen Oberst Baron Andreas von Budberg genannt von Bönninghausen (* 8. Juli 1796; † 29. Mai 1855), Herr auf Poniemon in Kurland.